# Kleicross

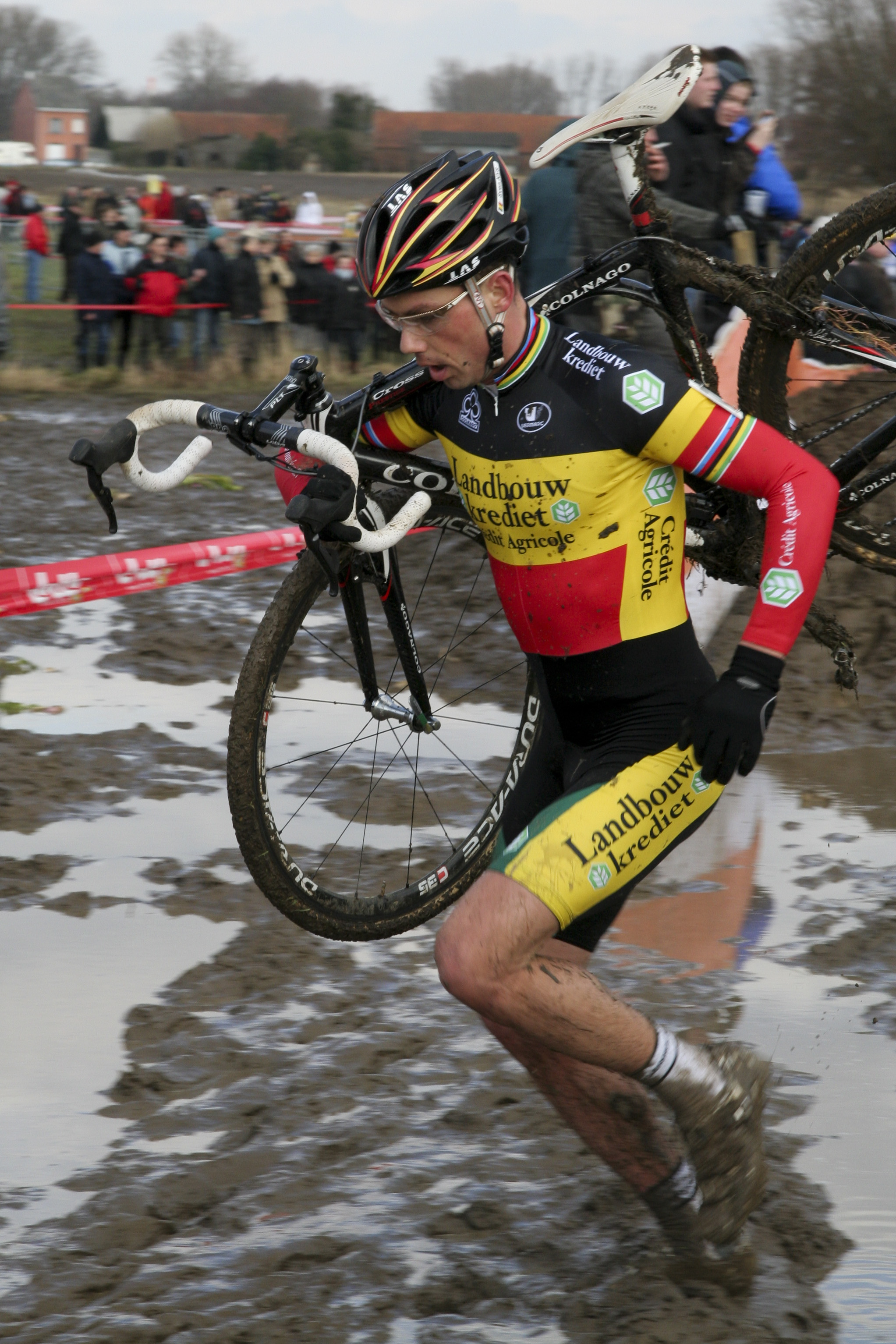
Sven Nys tijdens de editie van 2010

De Kleicross is een veldrit die sinds 2004 jaarlijks wordt georganiseerd in de Belgische gemeente Lebbeke. In 2009 werd er geen kleicross verreden.

## Erelijst

### Mannen elite
| Jaar | Winnaar                | Tweede                 | Derde               |
| ---- | ---------------------- | ---------------------- | ------------------- |
| 2017 | Dieter Vanthourenhout  | Michael Vanthourenhout | Laurens Sweeck      |
| 2016 | Tom Meeusen            | Michael Vanthourenhout | Diether Sweeck      |
| 2015 | Wout van Aert          | Michael Vanthourenhout | Laurens Sweeck      |
| 2014 | Sven Nys               | Wout van Aert          | Sven Vanthourenhout |
| 2013 | Sven Nys               | Niels Albert           | Wietse Bosmans      |
| 2012 | Rob Peeters            | Sven Nys               | Niels Albert        |
| 2011 | Sven Nys               | Sven Vanthourenhout    | Niels Albert        |
| 2010 | Sven Nys               | Niels Albert           | Bart Aernouts       |
| 2008 | Radomir Simunek Junior | Bart Wellens           | Davy Commeyne       |
| 2007 | Enrico Franzoi         | Niels Albert           | Sven Nys            |
| 2006 | Bart Wellens           | Sven Vanthourenhout    | Sven Nys            |
| 2005 | Sven Nys               | Richard Groenendaal    | Sven Vanthourenhout |
| 2004 | Ben Berden             | Sven Nys               | Sven Vanthourenhout |